# Des Moines County
Des Moines County är ett administrativt område i delstaten Iowa, USA, med 40 325 invånare. Den administrativa huvudorten (county seat) är Burlington. 

## Geografi
Enligt United States Census Bureau så har countyt en total area på 1 113 km². 1 078 km² av den arean är land och 35 km² är vatten.

### Angränsande countyn
- Louisa County - nord
- Hancock County, Illinois - sydost
- Henderson County, Illinois - öst
- Lee County - syd
- Henry County - väst